# 헤미역
헤미역(일본어: 逸見駅、へみえき)(영어: Hemi Station)은 일본 가나가와현 요코스카시에 있는 게이힌 급행전철 본선의 철도역이다. 역 번호는 KK57이다.

## 역 구조
상대식 승강장 2면 4선(미나미오타 역과 같은 이른바 신칸센형 배선)의 구조를 갖는다. 중앙의 두 선로는 통과 선로이며, 아침 러시아워에는 상행 열차를 추월한다. 승강장은 부본선이 있어 유효 길이는 6량 편성으로 대응된다. 시나가와 방향에 건늠선이 설치되어 있는데 평소에는 사용하지 않지만 헤미 역 이북 또는 가나자와핫케이 역 이남으로 운휴 사태가 발생하면 하행선 열차 차량 전선에 쓴다.
역 구내는 크게 만곡하여 통과선에서도 상행선 40km/h, 하행선 65km/h의 속도 제한을 받는다.
상행과 하행 플랫폼, 개찰구에 각각 엘리베이터가 설치되어 있고 과거에는 휠체어용 계단 승강기가 설치되었다.

### 타는 곳
| 1 | 게이큐 본선 | 요코스카추오・게이큐 구리하마・우라가・미사키구치 방면                              |
| 2 | 게이큐 본선 | 요코하마・게이큐 가와사키・시나가와・센가쿠지・신바시・아사쿠사・인바니혼이다이방면 |

## 역세권 정보
역 주변은 구릉지와 주택지이다. 해안 가까이까지 언덕이 다가오면서 골짜기 근처에도 민가가 밀집하여 있다. 바다 쪽의 좁은 평지에는 "웰 시티 요코스카 천공의 거리"로 명명된 113m의 고층 아파트가 있어 지역의 랜드 마크로 꼽힌다.
- 웰 시티 요코스카
- 요코스카 헤미 우체국
- 동일본 여객철도 요코스카 선 요코스카역
- 국도 제16호선
- 로손

## 역사
- 1930년 4월 1일: 쇼난 전기 철도의 역으로 개업. 당초에는 섬식 승강장 1면 2선이었다.
- 1941년 11월 1일: 쇼난 전기 철도의 합병으로, 게이힌 전기 철도의 역이 됨.
- 1942년 5월 1일: 게이힌 전기 철도의 합병으로 도쿄 급행 전철의 역이 됨.
- 1948년 6월 1일: 게이힌 급행 전철 발족, 게이힌 급행 전철의 역이 됨.
- 1958년 9월 7일: 대피선 설비로 상대식 승강장 2면 4선의 역 구조가 됨.
- 2013년 3월 26일: 상행 승강장의 엘리베이터 운용 개시.
- 2014년 3월: 하행 승강장의 개찰구와 엘리베이터 운용 개시.

## 갤러리

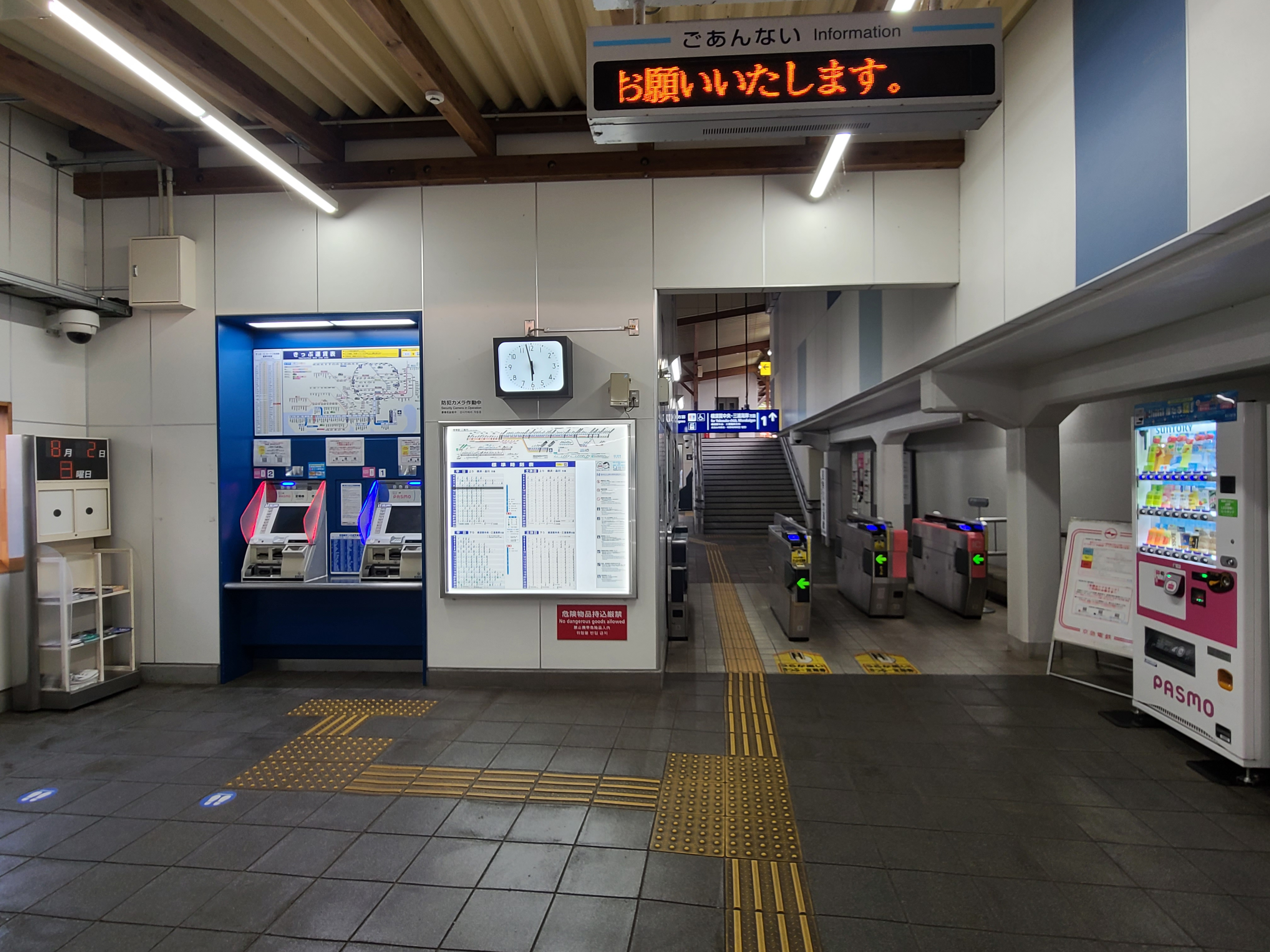
매표소와 개찰구
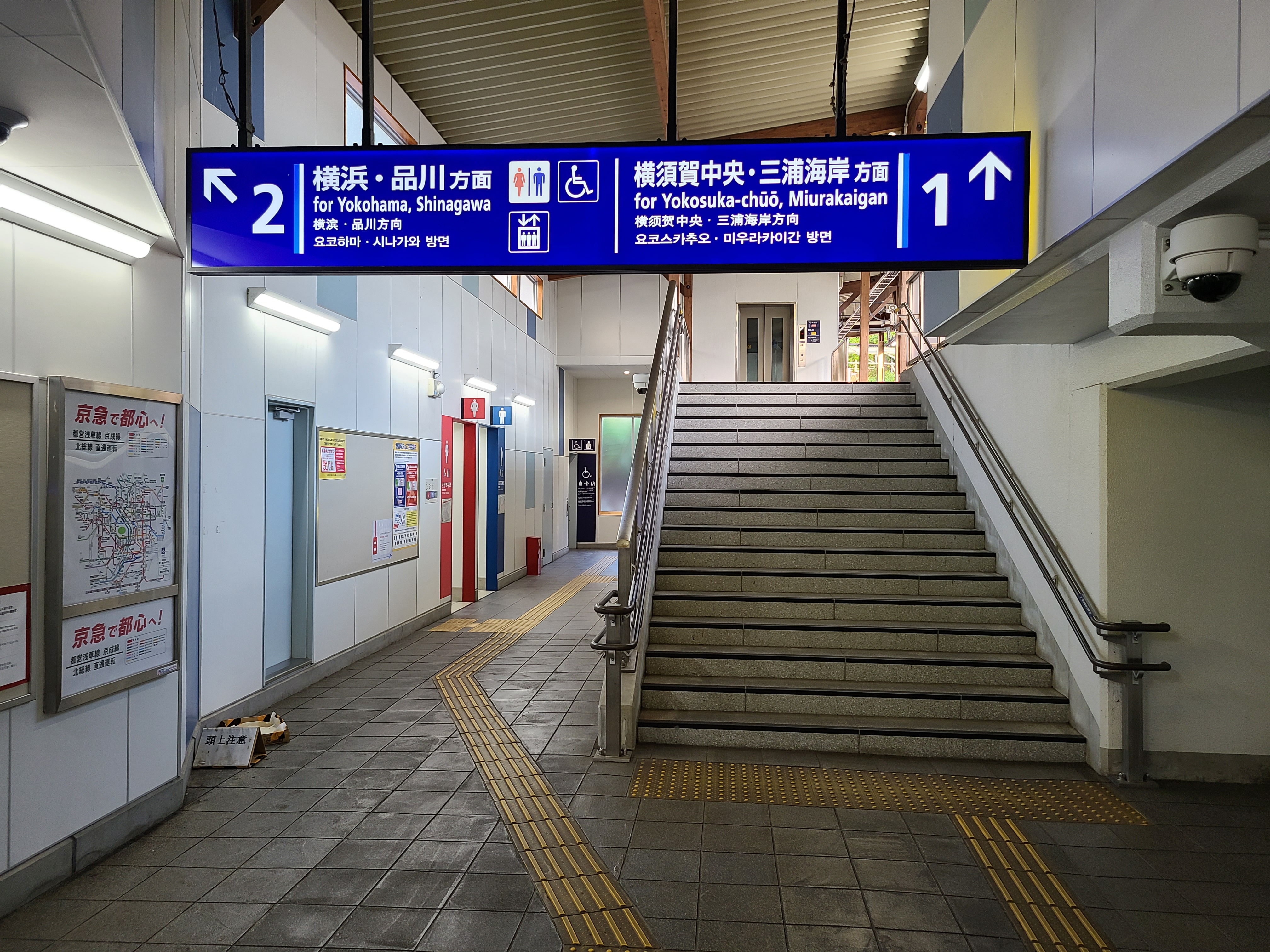
역구내(왼쪽이 상행 승강장 방면·계단이 하행 승강장)
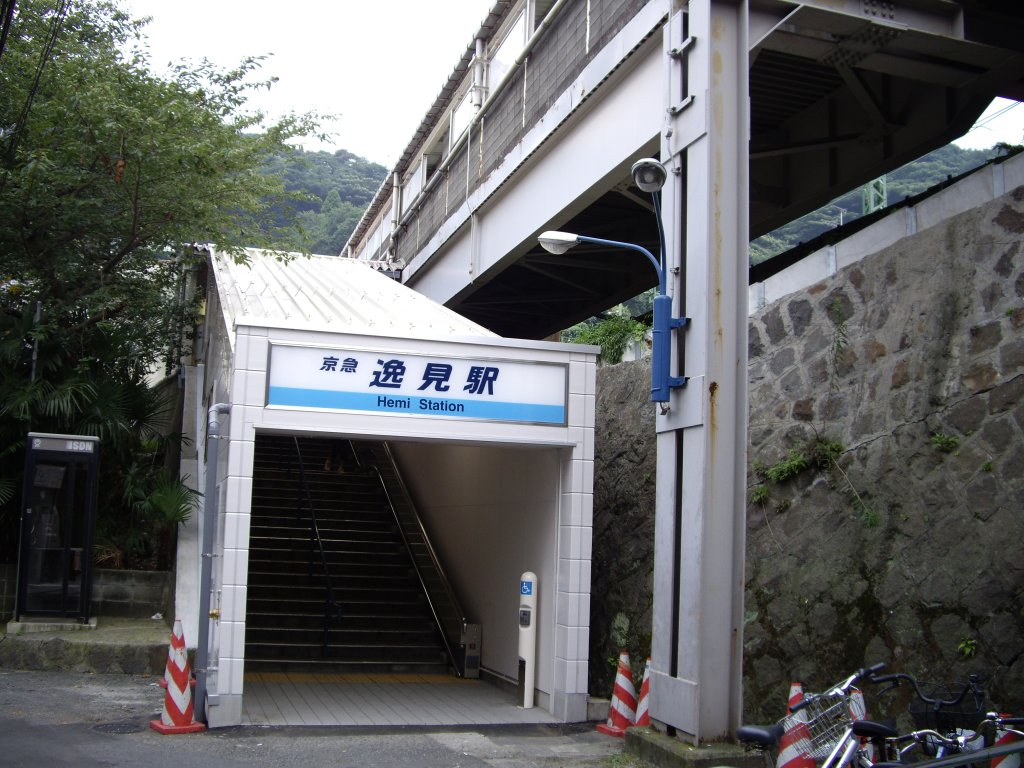
2006년 출입구

## 인접역
| 게이힌 급행 전철 본선       | 게이힌 급행 전철 본선 | 게이힌 급행 전철 본선     |
| --------------------------- | --------------------- | ------------------------- |
| KK56 안진즈카 시나가와 방면 | ■ 보통                | KK58 시오이리 우라가 방면 |